# Bestiario (luchador)

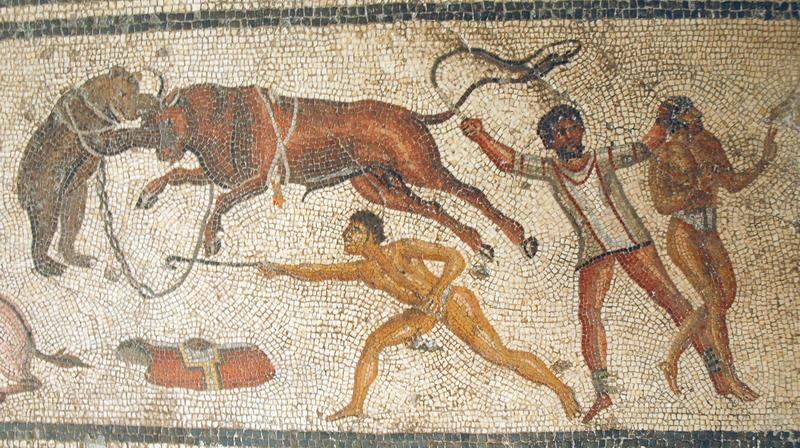
Mosaico romano mostrando varios bestiarios

El bestiarius  fue la persona encargada de trabajar con los animales que participaban en los espectáculos de la Antigua Roma, ya fuesen en el circo, el anfiteatro o cualquiera de los otros ámbitos donde pudiesen desarrollarse este tipo de celebraciones.  

## Términos afines
Tradicionalmente se ha confundido a estos profesionales con los gladiadores. No eran los mismos luchadores los que se enfrentaban a animales que los que lo hacían contra otras personas. Los primeros (bestiarii o venatores) se enfrentaban en el espectáculo denominado venatio que pertenecía a los espectáculos denominados ludi y que por lo general se celebraban desde la madrugada hasta la hora de la comida. En ellos hombre y animal participaban en un espectáculo que representaba una cacería donde participaban no solo fieras exóticos, sino cualquier tipo de animal. Los gladiadores, en cambio, participaban en el espectáculo por la tarde y no formaban parte de los ludi, sino de los denominados munera gladiatoria.

## El debate entre los investigadores

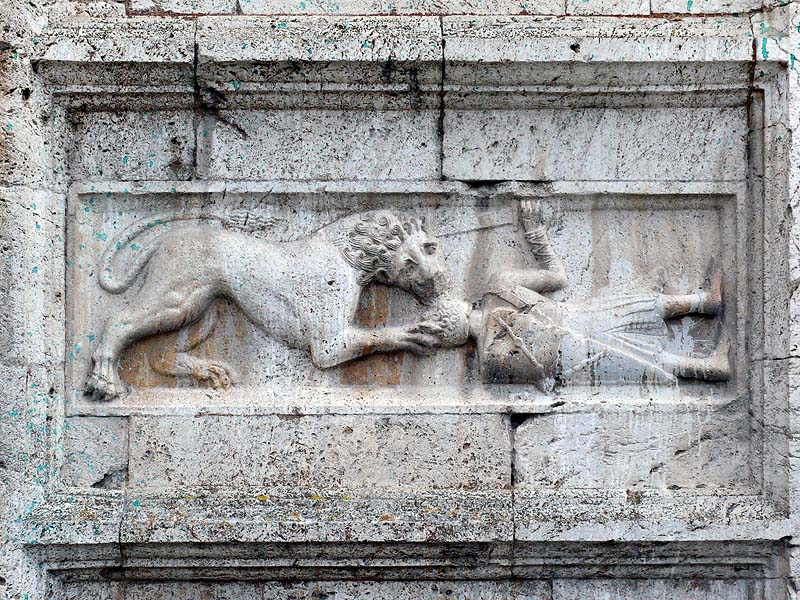
Bestiario agredido por un león, fachada de la basílica de San Pedro.

No hay mucha información sobre estos espectáculos, por lo que no es clara la diferencia entre bestiarii y venatores. Esto ha creado un debate entre los investigadores; algunos de ellos creen que los bestiarii eran los asistentes de los venatores; es decir, unos profesionales auxiliares especializados que trabajarían dentro del edificio de espectáculos, azuzando al animal, por ejemplo, para que este no intentase retroceder ante el cazador.
Otros autores diferencian entre venatores, que eran los cazadores, y los bestiarii, que debían ser las personas que luchaban contra los animales: los primeros cazarían al animal, mientras los segundos únicamente lucharían contra ellos, sin el objetivo de matarlo, sino de reducirlo. Ambos, por tanto, participarían en espectáculos diferentes.
Por último, están los autores creen que al principio los bestiarii solo se encargaban de trabajar con los venatores y que a lo largo de los siglos esta distinción se perdió y los términos bestiarius y venator se volvieron intercambiables, por lo que los romanos terminaron por no diferenciarlos y convirtieron ambas palabras en sinónimas.